# 小中野站
小中野站（日语：／ Konakano eki */?）是位於青森縣八戶市小中野，屬於東日本旅客鐵道（JR東日本）的八戶線車站。

## 歷史
- 1934年（昭和9年）6月1日：車站啟用[1]。
- 1987年（昭和62年）4月1日：伴隨國鐵分割民營化，車站由東日本旅客鐵道（JR東日本）營運[2][1]。
- 2005年（平成17年）12月10日：本八戶站不再派遣車站職員至此站當值，此站成為無人車站。
- 2006年（平成18年）2月23日：設置簡易自動售票機。
- 2015年（平成27年）12月1日：隨著本八戶站成為業務委託車站，廢除本八戶站站長、助理，此站由八戶站長管理。

## 車站構造
此站是高架車站，設有1面1線的單式月台。本八戶站過去曾派遣車站職員至此站當值。現時此站是由八戶站管理的無人車站。站內設有簡易自動售票機，廁所和車站事務室皆已撤走。月台上則設有候車處。

## 使用狀況
| 乘車人次變化       | 乘車人次變化     | 乘車人次變化 |
| 年度               | 1日平均 乘車人次 | 參考資料     |
| ------------------ | ---------------- | ------------ |
| 2000年（平成12年） | 326              | [ 3 ]        |
| 2001年（平成13年） | 325              | [ 4 ]        |
| 2002年（平成14年） | 335              | [ 5 ]        |
| 2003年（平成15年） | 305              | [ 6 ]        |
| 2004年（平成16年） | 292              | [ 7 ]        |

## 車站周邊
- 八戶市營巴士（日语：八戸市営バス）、南部巴士（日语：南部バス）（岩手縣北自動車（日语：岩手県北自動車）南部分社）「大町1丁目」巴士站（曾經設有「小中野站前」巴士站（只有小中野中心（日语：小中野バスセンター）方向（單向）））
- 青森銀行下組町分店
- 陸奧銀行小中野分店
- 青森信用金庫（日语：青い森信用金庫）湊分店小中野出張所（只有ATM，前・八戶信金（日语：八戸信用金庫）小中野分店遺址）
- 青森縣信用組合（日语：青森県信用組合）八戶分店
- 八戶大町郵局
- Lapia（日语：八戸ラピア）
- Universe（日语：ユニバース (スーパーマーケット)）小中野店
- 八戶市立柏崎小學

## 相鄰車站
東日本旅客鐵道（JR東日本）
■八戶線
本八戶－小中野－陸奧湊

## 注腳
1. 1 2 3  曾根悟（監修）. 朝日新聞出版分冊百科編集部（編集） , 编. . 週刊朝日百科. 21号 釜石線・山田線・岩泉線・北上線・八戸線. 朝日新聞出版. 2009-12-06: 26 （日语）.
2. ↑  『交通年鑑 昭和63年版』 交通協力會，1988年3月。
3. ↑  . 東日本旅客鐵道.   [2018-03-05]. （原始内容存档于2019-04-02） （日语）.
4. ↑  . 東日本旅客鐵道.   [2018-03-05]. （原始内容存档于2019-02-22） （日语）.
5. ↑  . 東日本旅客鐵道.   [2018-03-05]. （原始内容存档于2019-04-02） （日语）.
6. ↑  . 東日本旅客鐵道.   [2018-03-05]. （原始内容存档于2019-03-27） （日语）.
7. ↑  . 東日本旅客鐵道.   [2018-03-05]. （原始内容存档于2019-02-23） （日语）.

## 外部連結
- 車站資訊（小中野）：東日本旅客鐵道（日語）